# 1961年飓风安娜
飓风安娜（英語：Hurricane Anna）是1961年对中美洲和向风群岛构成影响的一场大型飓风，也是1961年大西洋飓风季形成的首场获得命名的风暴和首场飓风。系统于7月20日经位于向风群岛上空热带辐合带内部的东风波发展而成，成为热带风暴后向西穿越加勒比海。由于外界环境有利，安娜于7月20日晚达到飓风强度。次日清晨，风暴又有增强，风速达到现代萨菲尔-辛普森飓风等级的二级飓风标准。气旋系统深化，于7月21日晚达到三级飓风强度，成为大型飓风。7月22日达到最高强度后，安娜在掠过洪都拉斯北海岸期间略有弱化。风暴继续减弱，于7月24日以风力时速130公里强度登陆英属洪都拉斯（如今叫“伯利兹”）。气旋在陆地上空迅速弱化，于当天晚上消散。
成为热带气旋并在背风群岛上空发展期间，安娜给格林纳达带去狂风，不过当地只有少数农作物、树木和电线杆受损。另外多个岛屿出现强烈阵风，但没有因此遭受破坏。行经委内瑞拉以北洋面时，风暴在该国产生强风，最高风速达到每小时115公里。洪都拉斯北部因狂风受到大面积破坏，该国有至少36户民居被毁，另有228户受损。格拉西亚斯-阿迪奥斯省受到气旋重创，数以百计的居民无家可归，另外还有约5000棵椰子树被强风推倒。整场飓风一共造成1人死亡，经济损失约为30万美元（1961年美元），其中大部分发生在中美洲。

## 气象历史
飓风安娜很可能源自非洲上空的东风波。1961年7月16日，电视红外观测卫星图像显示佛得角群岛最南面的西南偏西方向约1640公里海域上空有云块存在。不过，美国海军的侦察机和船只观测报告直到次日才确认这股东风波的存在，系统此时已行进至安地卡岛以东约715公里洋面。东风波逼近向风群岛时虽然还缺乏环流，但其内部已经有相当份量的深层对流，所处位置还在热带辐合带附近。7月20日清晨，多艘船只的报告表明格林纳达和特立尼达岛之间有环流正在发展，格林纳达还出现时速80公里的强烈阵风。据北大西洋飓风数据库记载，经侦察机确认，系统于协调世界时7月20日凌晨0点发展成热带风暴，因此获名“安娜”（Anna）。
行进至多巴哥东北偏北方向约40公里海域时，风速约为每小时65公里的安娜马上开始强化，前进方向为正西略偏北面。气象机构于7月20日13点30分发布针对安娜的首份公告，称风暴的持续风速为每小时95公里。当天下午，侦察机在气旋内测得飓风强度几力，安娜因此升级成飓风。风暴接下来以更趋稳定的速度增强，于7月21日清晨达到二级飓风标准，再于18点强化成三级飓风，成为本季首场大型飓风。7月22日中午12点，气旋达到风力时速185公里，最低气压976毫巴（百帕，28.8英寸汞柱）的最高强度。7月23日清晨，安娜的强度回落到二级飓风标准，并开始掠过洪都拉斯北部海岸。飓风继续减弱，到7月24日清晨已弱化成一级飓风。中午12点左右，安娜以风力时速130公里强度从英属洪都拉斯斯坦克里克区乡下登陆。当天晚上，气旋降级成热带风暴，并在不久后消散。

## 防灾措施
美国国家气象局向委内瑞拉、库拉索、博奈尔的阿鲁巴发布热带气旋警告。牙买加的多名气象专家预计风暴会从该岛以南经过，不会对当地造成影响。随着安娜继续西进，气象机构预计气旋会从尼加拉瓜北部或洪都拉斯东南部登陆，建议当地居民及时采取预防措施。洪都拉斯湾沿线居民接获警报，注意狂风和可能高达3米的潮汐。风暴逼近洪都拉斯后，气象部门建议小型船只及其它小艇留在港口内，不要出海。此外，天鹅群岛也接获飓风观察预警。面对安娜的威胁，英属洪都拉斯有100人被迫离开家园，还有许多商铺关门。伯利兹港有许多船只转移到上游内陆水域。气象机构还预测飓风会在英属洪都拉斯山区产生暴雨，引起对当地爆发山洪的担忧。此外，英属洪都拉斯的教会福利机构还开始运送衣物及其它应对飓风来袭的物资。

## 影响

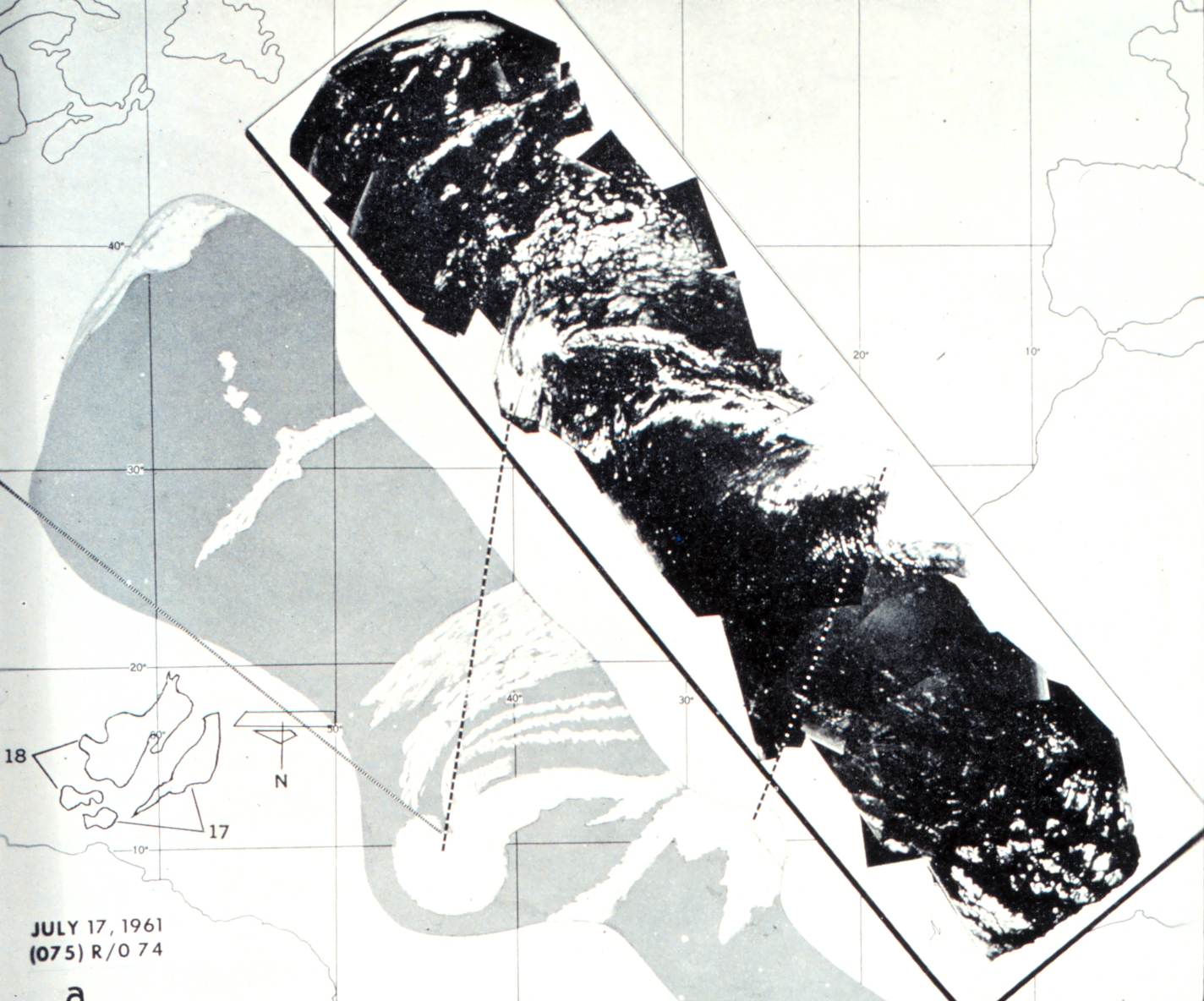
飓风安娜的前身

安娜在格林纳达产生时速80公里的阵风。当地受风暴破坏的基本上只有香蕉作物、树木和电线杆。巴巴多斯和圣卢西亚的风力很小，时速仅有47公里。特立尼达遭受的破坏程度很轻。委内瑞拉北部和ABC群岛多地测得每小时80至113公里风速，阿鲁巴的一间气象站也测得时速80公里大风。
洪都拉斯因安娜遭受中等程度破坏，但破坏范围仅限于大西洋海岸。位于特拉的一间气象站在两天内测得7.3到25.4毫米雨量，位于科尔特斯港的另一间气象站则测得50毫米降雨。该国的普拉普拉亚（Plaplaya）有215户居宅因风暴受损，特鲁希略也有多幢建筑受到破坏。利蒙有9套房屋被毁，另外18套受损严重，无法居住。格拉西亚斯-阿迪奥斯省也受到重创，数以百计的居民因此流离失所。海湾群岛省有9套房屋被毁，另外13套受损。乌提拉岛有约5000棵椰树被狂风推倒。飓风安娜在洪都拉斯一共导致价值30万美元（1961年美元）的破坏。整场飓风一共导致1人死亡，12人受伤，风暴过后还有许多灾民需要粮食或医疗救助。气旋在英属洪都拉斯产生阵风和2.1至3米的大浪。多份报道称该国也蒙受了相当可观的损失，但具体数额缺乏记载。